# ۱۱:۱۱ (آلبوم کریس براون)
۱۱:۱۱ (به انگلیسی: 11:11) یازدهمین آلبوم استودیویی از خوانندهٔ آمریکایی کریس براون می‌باشد که در ۱۰ نوامبر سال ۲۰۲۳ منتشر گردید.